# Turris tanyspira
Turris tanyspira é uma espécie de gastrópode do gênero Turris, pertencente a família Turridae.